# 79. Infanterie-Brigade (Deutsches Kaiserreich)

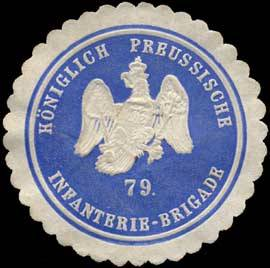
79. Infanterie-Brigade, Siegelmarke

Die 79. Infanterie-Brigade war ein Großverband der Preußischen Armee.

## Geschichte
Mit der Vergrößerung der Preußischen Armee im Jahre 1897 wurden 16 neue Infanterie-Brigaden aufgestellt, so auch die 79. Infanterie-Brigade in Paderborn. Sie hatte dort ihren Standort bis 1912, als sie nach Wesel verlegt wurde.
Mit der Mobilmachung am 2. August 1914 musste der Verband das Brigade.Ersatz-Bataillon 79 aufstellen.
Bis 1907 war die Brigade dem VII. Armee-Korps im westfälischen Münster und der 13. Division in Münster unterstellt.
Von 1908 bis zum Kriegsende kämpfte die Einheit im Verband der 14. Division in Düsseldorf.
Der 79. Infanterie-Brigade waren unterstellt
- von 1897 bis 1907 das 7. Lothringische Infanterie-Regiment Nr. 158 (Paderborn) und das 8. Lothringische Infanterie-Regiment Nr. 159 (Düsseldorf)
- von 1908 bis 1914 (einschließlich Kriegsgliederung) das Infanterie-Regiment Vogel von Falkenstein (7. Westfälisches) Nr. 56 und das Infanterie-Regiment Herzog Ferdinand von Braunschweig (8. Westfälisches) Nr. 57 (beide in Wesel)
- ab dem 12. April 1918 zusätzlich das Infanterie-Regiment „Freiherr von Sparr“ (3. Westfälisches) Nr. 16, die Maschinengewehr-Scharfschützen-Abteilung Nr. 23 sowie die 5. Eskadron des Ulanen-Regiment „Hennigs von Treffenfeld“ (Altmärkisches) Nr. 16

### Brigadekommandeure
| Name                          | Datum                                  |
| ----------------------------- | -------------------------------------- |
| Wilhelm von Menges            | 22. März 2897                          |
| Friedrich Bölling             | 27. Januar 1899                        |
| Karl von Madai                | 22. Mai 1899                           |
| Wilhelm Eben                  | 18. Januar 1901                        |
| Leo von Maercken zu Geerath   | 18. Juni 1903                          |
| Oskar Bauer                   | 14. Juni 1904                          |
| Ernst von Gerstein-Hohenstein | 10. April 1906                         |
| Paul Rafalski                 | 21. März 1908                          |
| Viktor von Kronheim           | 24. März 1909                          |
| Hasso von Bredow              | 19. Februar 1910                       |
| Friedrich von Gontard         | 1. Oktober 1912                        |
| Max Schwarte                  | 27. Januar 1913                        |
| Veit von Obernitz             | 23. November 1914                      |
| Gustav Riebensahm             | 9. Oktober 1916                        |
| Friedrich von Luck            | 11. September 1918 bis 10. Januar 1919 |

### Erster Weltkrieg
Siehe Chronologie unter Gefechtskalender der 14. Division